# Coahuila
Coahuila (укр. Коауїла) — залізний метеорит масою 200 кілограмів.

## Загальний опис
Виявлений 1837 року. За різними джерелами, відомо від 1 до багатьох уламків вагою від 200 кг до 2 т. У Гарвардському музеї (Массачусетс) експонується уламок вагою 130 кг, знайдений 1883 року. Метеорит Coahuila, як і більшість гексаедритів — це монокристал, в якому камаситова матриця не має внутрішніх меж зерен. Космічне вивітрювання цього метеориту становить більше 3 мільярдів років.

## Дослідження
- Метеорит досліджувався рядом геологічних шкіл світу. Зокрема, дослідження складу, структури та інших характеристик, а також низка фото шліфів описано George F. Vander Voort's "Metallography of Iron Meteorites, "ADVANCED MATERIALS & PROCESSES/FEBRUARY 2001. Після травлення зразка метеориту чітко видно камасит (к), Нейманові лінії (N), призматичні форми і пластинчасті елементи (r).[2]. Цими дослідженнями виявлені гексаедрити (Hexahedrite) — залізо з найнижчим вмістом нікелю. У метеориті вони складаються з великих кристалів камаситу. Через відсутність теніту[3] в гексаедритах, поліровані поверхні дещо безликі, за винятком наявності Нейманових ліній, які формуються в процесі ударних деформацій металічних кристалів камаситу. Метеорит Coahuila відрізняється призматичними рабдітовими (rabbdite) включеннями — це залізо-нікелеві фосфіди (Fe, Ni)3P, які були знайдені у вигляді призматичних кристалів.

Аналіз мікрофотографій шліфів метеориту показує: всі камаситові елементи забарвлені в синій колір, паралельні блакитні лінії по діагоналі зліва направо, — це Нейманові лінії, білі частинки — фосфіди, як призматичних так і пластинчастих форм (спостерігаються у трьох вимірах), одне з раблітових зерен в лівому верхньому кутку шліфа дало тріщину через пересічні групи Неймана.
- У гірничому університеті Санкт-Петербурга є пластина метеорита Coahuila. Розмір 110х 210×3 мм. Маса: 385,1 г. Придбана обміном з мінералогічною конторою Ф. Кранца в Бонні на Рейні в 1910 році. Є прикладом рідкісних залізних метеоритів-гексаедритів (Hexahedrite)[4].

Після травлення зразка метеориту чітко видно камасит (к), Нейманові лінії (N), призматичні форми і пластинчасті елементи (r).

## Інтернет-ресурси
- (англ.) Наукові публікації про метеорит в американських журналах у XIX сторіччі [Архівовано 7 вересня 2011 у Wayback Machine.].
- (рос.) Дані про цей метеорит [Архівовано 30 вересня 2007 у Wayback Machine.] на сайті Російської академії наук.
- Інформація про метеорит та складові речовини в базі mindat.org.